# Костел Різдва Пресвятої Діви Марії (Жабинці)
Костел Різдва Пресвятої Діви Марії в Жабинцях — культова споруда, парафіяльний римо-католицький храм у селі Жабинцях Васильковецької громади Чортківського району Тернопільської области України.

## Історія

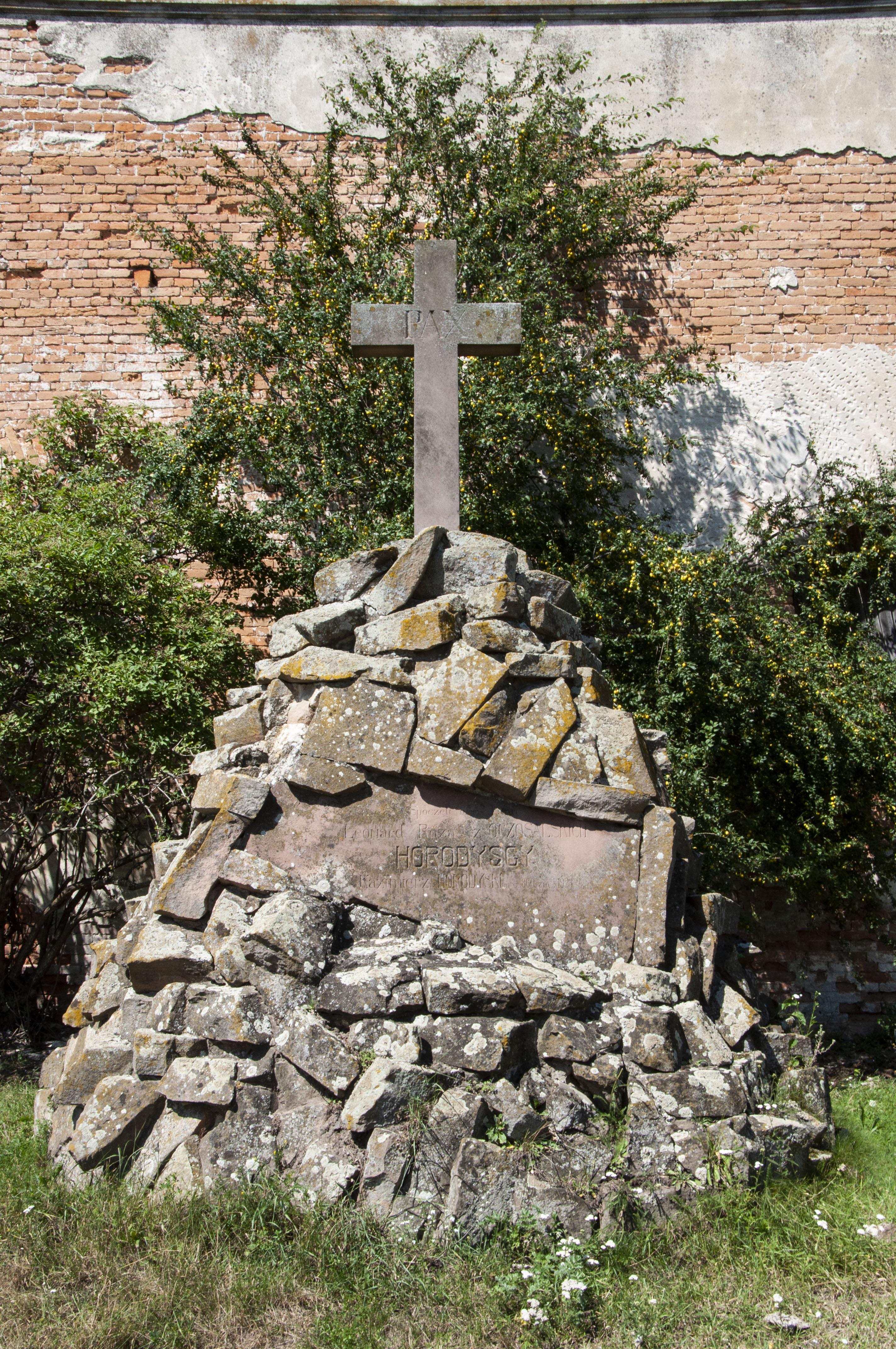
Пам'ятний знак на честь фундаторів костелу Городиських

- 1860 — Казимир Городиський споруджує мурований парафіяльний костел, який освятили в 1872 році.
- 1906 — експозитура отримала статус парафії; храм розширено і повторно освячений в 1907 році[1] львівським архієпископ Юзеф Більчевський.

Після Другої світової війни радянська влада заборонила Богослужіння в костелі, переобладнавши його під господарські потреби. Після здобуття Україною незалежності храм римсько-католицькій громаді не повернули в користування. Нині — в аварійному стані.
На території храму є пам'ятний знак на честь фундаторів костелу Городиських.

## Настоятелі
- о. Казимир Гловінський (1885)
- о. Тит Зайончковський (1903)
- о. Станіслав Войновський (1912—1913)
- о. Йосип Кучинський (1921)
- о. Мечислав Кшемінський (1938).